# Тиксотропна рідина
Рідина́ тиксотро́пна (рос. жидкость тиксотропная; англ. thixotropic fluid; нім. thixotrope Flüssigkeit f) — рідина, в якій при сталій швидкості деформування напруга зсуву зменшується в часі. До найпоширеніших тиксотропних систем належать глинисті суспензії, тампонажні цементні суспензії. У вузькому трактуванні під тиксотропією розуміють ізотермічне й ізобаричне перетворення системи, золь-гель-золь, тобто утворення гелевої структури, коли розчин перебуває в стані спокою і переходить в рідкий стан при перемішуванні. Це явище характерне для колоїдних розчинів, в яких частинки мають електричний заряд і прагнуть зайняти положення, що відповідає мінімуму потенціальної енергії.
Протилежне: рідина реопектна.